# Babbar Khalsa
Babbar Khalsa Internacional (BKI) (en punjabí: ਬੱਬਰ ਖ਼ਾਲਸਾ, [bəbːəɾ xɑlsɑ]), también conocido como Babbar Khalsa, es una organización militante jalistaní situada en la India. Los gobiernos británico e hindú considera a Babbar Khalsa un grupo terrorista, mientras que sus seguidores lo consideran un movimiento de resistencia, y cumple una función prominente en la Insurgencia del Punjab. Babbar Khalsa Internacional fue creado en 1978, después de que algunos sijes fueran asesinados en enfrentamientos con la secta Nirankari. Estuvo activo durante la década de 1980 en la Insurgencia del Punjab pero su influencia tuvo un declive en la década de 1990 después de que varios miembros de alto cargo fueran asesinados en asesinatos de encuentro de la falsificación con policía.  Babbar Khalsa Internacional desde entonces ha sido declarado ser una organización terrorista en muchos países, incluyendo Canadá, Alemania, India,Reino Unido y la Unión Europea.

## Creación
El nombre Babbar Khalsa fue tomado del Movimiento Babbar Akali de 1920, el cual se agitó contra las leyes coloniales británicas en la India. El moderno-día Babbar Khalsa fue creado a raíz del enfrentamiento sangriento el 13 de abril de 1978, entre un grupo de Amritdhari Sikhs de Akhand Kirtani Jatha quiéne fueron para protestar contra la secta rival Nirankari. La confrontación dirigió al asesinato de trece manifestantes. Cuándo el caso criminal estuvo archivado contra el dirigente Nirankari,  tuvo su caso transferido al estado vecino Haryana, donde fue pagado al año siguiente. Esto dio aumento a nuevas expresiones organizativas de aspiraciones sijs fuera del partido Akali, y un descontento que si el gobierno y la justicia no someten a juicio a los rivales del Sikhism, tomarían medidas extrajudiciales que podrían ser justificadas para vengar la muerte de Sikhs. Entre los cabecillas que proponían esta actitud era el Babbar Khalsa fundado por Talwinder Singh Parmar. Contrariamente a la creencia popular, el Akhand Kirtan Jatha no tuvo lazos originales con Babbar Khalsa pero más tarde tomó control de la mayoría del grupo después de que Parmar fuera encarcelado en Düsseldorf, Alemania, en 1983.[cita requerida]
Cuándo Gurbachan Singh, el Nirankari Baba responsable por la cual los Sikhs percibera ser las muertes inocentes del antedichos trece, fue asesinado a tiros el 24 de abril de 1980, por Ranjit Singh quién se rindió y admitió el asesinato. El Babbar Khalsa fue considerado como el grupo más peligroso, mejor-armado, y puritano de las varias organizaciones militantes sijs que luchan contra las leyes hindúes en Punjab. Mientras que otras organizaciones militantes hicieron algún compromiso con los principios del Sikhism durante el periodo de militancia, Babbar Khalsa estuvo solo en su insistencia en la conformidad estricta de las reglas de la hermandad Khalsa. Según C. Christine Feria, Babbar Khalsa estaba más preocupado con propagar las ideas del Sikhism, que con el actual movimiento Jalistán.

## Actos delictivos

### Década de 1980
El 19 de noviembre de 1981, el inspector de policía Pritam Singh Bajwa y el alguacil Surat Singh de Jalandhar fueron acribillados. En la mañana del 19 de noviembre de 1981 en el pueblo de Daheru en Distrito de Ludhiana los dos policías fueron asesinados, mientras todos los militantes que escondidos en una casa lograron huir. Entre los responsables del FIR fueron Wadhawa Singh (actual jefe de Babbar Khalsa ahora establecido en Pakistán), Talwinder Singh Parmar, Amarjit Singh Nihang, Amarjit Singh (Jefe de policía), Sewa Singh (Jefe de policía) y Gurnam Singh (Jefe de policía). En este acto ganó notoriedad del Babbar Khalsa y de su jefe Talwinder Singh Parmar.
En 1985, Parmar y Inderjit Singh Reyat fueron arrestados por la Policía Montada Real Canadiense (RCMP) en cargos terroristas, vinculando al segundo en el Vuelo 182 de Air India bombardeando por primera vez. Parmar pagó todos los cargos, donde Reyat fue acusado por posesión de un arma de fuego sin licencia. Reyat fue multado por $2000 y puesto en libertad.
La Comisión de Investigación al caso de terrorismo en el Vuelo 182 de Air India concluyó que Talwinder Singh Parmar"ahora se cree que él fue el autor intelectual para derribar el Vuelo de Air India" Solo fue Inderjit Singh Reyat quién admitió en construir la bomba, fue condenado por el acto terrorista. Parmar Fue asesinado en India en 1992 y nunca fue acusado o enjuiciado en el caso del acto terrorista de Air India.
Cinco miembros de Babbar Khalsa fueron arrestados en Montreal el 30 de mayo de 1986 en otro complot para derribar un Air India que iba con destino a la ciudad de Nueva York. El editor de periódicos, Tara Singh Hayer fue atacado con una bomba en su oficina en enero de 1986. Semanas más tarde, Sikhs del templo Hamilton junto con el ataque a Air India son sospechosos Talwinder Singh Parmar y Ajaib Singh Bagri fueron arrestados después de ser atrapados hablando hacer un atentado en el Parlamento y secuestrando niños de MPs en India. Mientras iba de visita el ministro de Gabinete Punjabi Malkiat Singh Sidhu sufre una emboscada en Canadá, sobreviviendo el ser disparado en marzo de 1986 por cuatro hombres armados.

### Década de 1990
El 8 de enero de 1990, las Fuerzas de Liberación de Khalistan en cooperación con Babbar Khalsa, mataron al DSP Gobind Ram en una explosión de bomba. Ellos afirmaron que el motivo de matar a Ram fue por sus actos blasfemos contra Sikhs y por la violación y tortura de mujeres sijs en prisiones.[cita requerida]
El 7 de septiembre de 1991, ocho militantes del Babbar Khalsa tuvieron un combate con soldados del CRPF cerca del pueblo de Moujiya. En el lado de militantes tres fueron asesinados: Khem Singh Babbar, Paramjeet Singh Babbar y Gurmail Singh Babbar. El encuentro duró 24 horas.[cita requerida]
El 31 de agosto de 1995, Dilawar Singh Babbar asesinó Prime Ministro de Punjab Beant Singh en un ataque suicida en la secretaría civil de Chandigarh.  Dilawar reclamaba lealtad al Babbar Khalsa y otros cuatro miembros del Babbar Khalsa fueron declarados responsable por el asesinato de Beant Singh, primer ministro de Punjab y acusado de notoriedad y encuentros de falsificación principal. La organización reclamó que Beant Singh era un traidor a la comunidad sij.

### Década de 2010
Cuatro miembros del Babbar Khalsa Internacional de Reino Unido fueron arrestados y más tarde rescatados en julio de 2010 en conexión con el asesinato de un dirigente sij en Punjab, India. Babbar Khalsa mantuvo un nivel bajo de actividad hasta 1983. Su afiliación estaba compuesta por exmilitares, agentes policiales, y organizaciones religiosas sijs.  Después de la Operación Blue Star la organización cayó disgregada pero fue capaz de reagruparse y quedar activo.

## Declive
Las medidas severas en organizaciones militantes sijs por el Gobierno indio a inicios de la década de 1990, seguido por infiltración de gobierno del movimiento Khalistan y las varias organizaciones militantes respectivamente, debilitó mucho el Babbar Khalsa, finalmente llevando a la muerte de Sukhdev Singh Babbar (9 de agosto de 1992) y Talwinder Singh Parmar (15 de octubre de 1992). La muerte de Parmar quedó en polémica, y actualmente se acepta que a ha murió disparado por la policía india durante su custodia; el Tehelka la investigación encontrada que las fuerzas de seguridad indias lo habían matado después del interrogatorio y se ordenó destruir sus declaraciones de confesión, El canal CBC Canadá también informó que Parmar había estado en custodia policial por algún tiempo con anterioridad a su muerte.
A pesar de los contratiempos incurrieron en el tempranos noventa, Babbar Khalsa todavía segía activo bajo tierra, aunque no con el mismo impacto de antes. El liderazgo actual reside en Wadhawa Singh Babbar. Babbar Khalsa es sospechado por las autoridades policíacas de Punjab por ser responsables de un ataque terrorista en el Complejo de Cine Shingar en Ludhiāna en octubre de 2007, cuando 7 personas fueron asesinadas y 32 fueron heridos.